# Ronald Boot
Ronald Boot (1950) is een voormalig Nederlands sportjournalist en eindredacteur bij de NOS.
Boot begon als verslaggever voor het Eindhovens Dagblad en Omroep Brabant. Sinds 1986 was hij ook werkzaam als freelance sportverslaggever voor de NOS. In 1988 maakte Boot zijn debuut op een groot toernooi. Hij was tijdens die Olympische Winterspelen commentator ijshockey voor NOS Studio Sport. Deze functie werd later overgenomen door Jeroen Grueter. Ook heeft Boot regelmatig commentaar gedaan bij honkbalwedstrijden. 
Boot is lang de vaste presentator van NOS Langs de Lijn op zaterdagavond geweest, vanaf 1991. Tussen 2013 en 2016 kwam daar de vrijdagavonduitzending bij, als opvolger van Menno Reemeijer. In 2016 was Boot een van de presentatoren van de Radio 1 Sportzomer.
Vanaf 1995 was Boot, naast zijn werk bij Langs de Lijn, ook eindredacteur bij het NOS Journaal. Hij besteedde op de redactie extra aandacht aan het goed gebruik van de Nederlandse taal in programma's van de NOS. In mei 2015 is hij na zijn 65e verjaardag met de werkzaamheden voor het Journaal gestopt. In 2018 stopte Boot ook met het presenteren van de zaterdagavonduitzendingen van Langs de Lijn. 